# Orašac (Dubrovnik)
Orašac je naselje u Dubrovačko-neretvanskoj županiji u sastavu grada Dubrovnika. 

## Zemljopisni položaj
Orašac se nalazi 15 km sjeverozapadno od Dubrovnika, uz Jadransku magistralu, između Zatona i Trstenog. Orašac se veċim dijelom proteže po brdu iznad magistrale, a manjim ispod nje.
Nizbrdicom, ispod magistrale, kroz maslinjake, borove, čemprese i makiju vodi šetnica do uvale u kojoj su vezovi za barke, plaža, taverna i mul (pristanište za plovila) okrenuti prema otoku Kalamoti (Koločepu). 

## Naziv
Legenda kaže da Orašac nosi ime po orasima. Naime, Orašani su gajili orahe sve do pada Dubrovačke Republike, tj. do gradnje 15 dubrovačkih brodova u Gružu kad se najveći dio oraha posjekao. 

## Povijest
Kao i danas, Orašac se i u povijesti dijelio na dva dijela: Poljice i Orašac. Dio Poljice je do pada Republike bio izgrađen do područja zvanog Krst na koje je postavljen kameni križ. Prvo spominjanje imena dogodilo se 1040. Kuće u naselju su tada građene jedna uz drugu radi što lakše obrane od Neretvanskih gusara. Orašac se u to vrijeme nazivao pod Zahumljem, a ime mu se izriče tek 1333. godine. Danas Orašani obično govore da Poljice od Orašca dijeli voda koja protječe ispod mosta. Godine 1399., na Mitrovdan, Orašac ulazi u sastav Dubrovačke Republike. 
Tijekom Domovinskog rata Orašac je bio pod okupacijom JNA i četnika koji su popljačkali i popalili gotovo sve kuće i ostalu infrastrukturu. 

## Običaji i kulturna dobra
U Orašcu se tradicionalno naveliko slavi blagdan Gospe od Orašca (2. srpnja) kako se zove i Župna crkva u naselju. U crkvi se nalaze slike Sv. Marije od Žalosti i sv. Ivana Krstitelja  koje su registrirane na listi zaštiċenih dobara Ministarstva kulture RH-a. Ostale crkve i kapele u naselju su: sv.Nikola na Čerjanu, sv.Ivan Krstitelj (pod platnjem na centralnom mjesnom trgu), sv.Đurađ na groblju, kapela Rozalija, sv.Rok (Na Pržini), Gospa snježna (Poljice), Mala Gospa (kod Vlajki).

## Gospodarstvo
Stanovnici Orašca se uglavnom bave turizmom, poljodjelstvom i ribarstvom.
U Orašcu je krajem 80.-tih godina izgrađen hotelski kompleks Dubrovački vrtovi sunca koji je za vrijeme rata u potpunosti razoren, ali je njegova obnova u tijeku. Obnovljeni hotel s pet zvjezdica zove se Sun Gardens,a bivše ime hotela je Radisson Blue Hotel & Spa Dubrovnik Riviera. U sklopu kompleksa je  nekoć djelovao veliki auto kamp sa svim potrebnim sadržajima.U međuvremenu su otvorena 2 velika autokampa.U istom sklopu se nalazi i ljetnikovac Soderini. 
Izgradnjom dubrovačkog mosta Orašac se približio Dubrovniku na 15 km, a Orašani svakodnevno idu u Grad na svoja radna mjesta.

## Stanovništvo
Orašac u velikoj većini nastanjuju Hrvati katoličke vjeroispovjesti, a prema popisu stanovništva iz 2011. godine u mjestu živi 631 stanovnik.
| broj stanovnika | 888   | 849   | 846   | 794   | 701   | 697   | 596   | 506   | 463   | 464   | 461   | 458   | 456   | 515   | 546   | 631   | 742   |
|                 | 1857. | 1869. | 1880. | 1890. | 1900. | 1910. | 1921. | 1931. | 1948. | 1953. | 1961. | 1971. | 1981. | 1991. | 2001. | 2011. | 2021. |

## Vanjske poveznice
Službena stranica  Arhivirana inačica izvorne stranice od 13. prosinca 2005. (Wayback Machine)